# Casalino
Casalino es un municipio situado en la provincia de Novara, en Piamonte. Tiene una población estimada, a fines de mayo de 2023, de 1516 habitantes.

## Evolución demográfica
| Gráfica de evolución demográfica de Casalino entre 1861 y 2023 |
|                                                                |
| Fuente: ISTAT - Elaboración gráfica de Wikipedia               |